# Anne-Pierre de Kat
Anne-Pierre de Kat (Delft, 1 mei 1881 – La Frette-sur-Seine, 25 juli 1968) was een kunstschilder, tekenaar en graficus. Hij verwierf in 1920 de Belgische nationaliteit. Hij genoot een opleiding als beeldhouwer maar koos vanaf 1911 voor het schilderen. Hij schilderde landschappen, marines, stillevens, figuren, naakten en (zelf)portretten. Een zelfportret wordt bewaard in het Museum voor Schone Kunsten.

## Biografie

### 1881-1914
De Kat was afkomstig uit een streng protestants burgerlijk milieu. Die puriteinse sfeer was verstikkend voor hem. Na zijn studie aan de Koninklijke Academie van Den Haag gaat hij in 1901 in Gent in de Academie voor Beeldende Kunst de opleiding beeldhouwkunst bij Julies Van Biesbroek volgen. Daarna ging hij naar de Koninklijke Academie van Brussel waar hij in 1902 afstudeerde, samen met zijn vrienden Edgard Tytgat, Jean Brusselmans en Rik Wouters. Vooral Rik Wouters, ook beeldhouwer van opleiding, heeft een grote invloed op hem en zij worden goede vrienden. Hij introduceert zijn vroegere stadsgenoot Willem Paerels in de kring rond Rik Wouters.
In 1905 vestigde hij zich permanent in België, werd beeldhouwer en exposeerde in galerie Salle Boute in de Koningstraat in Brussel. Hij vond aansluiting bij de Brabantse fauvisten en werd in 1911 lid van de groep Le Sillon, om zo toegang te krijgen tot de jaarlijkse exposities in het Museum van Moderne Kunst in Brussel, net zoals de meeste andere fauvisten.
Vanaf 1911 ging hij zich definitief aan de schilderkunst wijden. Hij startte in de intimistische stijl van Schirren, Thévenet en Wouters. Zijn kleurgebruik en de manier waarop hij in een fraai schilderij als De herstellende vrouw het oppervlak van een tafel in vogelperspectief weergeeft, herinnert sterk aan Wouters. Andere werken zijn bijna identiek aan die van Wouters, zoals Le sculpteur des masques uit 1911. Hij was onder de indruk van de charme, intelligentie en overtuigingskracht van Wouters. Zij maakten samen een reis naar Keulen.
Vanaf 1912 nam hij deel aan de Salon des Indépendants in Galerie Georges Giroux. Daar was ook werk te zien van Jean Brusselmans, Constant Permeke, Léon Spilliaert en Edgard Tytgat.
In 1913 exposeerde hij in de Galerie Georges Giroux met de Bleus de la GGG in het gezelschap van Jean Brusselmans en Edgard Tytgat.
In 1914 nam hij deel aan het laatste salon van La Libre Esthétique, samen met tien andere Brabantse fauvisten. Voor De Kat was het de eerste deelname. De invloed van James Ensor is duidelijk merkbaar.

### 1914-1918 (Eerste Wereldoorlog)
Hoewel hij nog de Nederlandse nationaliteit had, meldde hij zich op 3 augustus 1914 als vrijwilliger voor het Belgische leger. Hij zou gedurende de ganse oorlog in dienst blijven, samen met zijn vriend Médard Maertens. De Kat raakte in 1914 gewond en werd geëvacueerd naar Engeland maar ging onmiddellijk na zijn herstel terug naar het IJzerfront, waar hij weer bij Médard Maertens ingedeeld werd.
Pas in 1916 gingen De Kat en Maertens weer schilderen. Op aansporen van koningin Elisabeth werd in 1916 een legergroep georganiseerd, de "Section artistique", die 26 kunstenaars, tekenaars en schilders verenigde, onder bevel van Majoor Séligman en Luitenant Herlait. Maertens en De Kat maakten er deel van uit, samen met een tiental anderen zoals Alfred Bastien, Maurice Wagemans en Jos Verdegem. Zij dienden verslag uit te brengen van bijzondere gebeurtenissen en afbeeldingen te maken van landschappen, ruïnes, gevechtshandelingen en portretten van militairen te maken. Zij werden vrijgesteld van militaire verplichtingen. De algemene leiding van de Section Artistique zetelde in Hotel Teirlinck in De Panne. Er waren grote tentoonstellingen in onder andere hotel L'Océan in De Panne. Het succes ervan leidde tot de oprichting van de rivaliserende kunstenaarskring Kunst aan den Yzer, een groep rond kunstmecenas Marie Elisabeth Belpaire die in 1917 en 1918 enkele kunsttentoonstellingen organiseerde, waaraan de niet-leden De Kat en Maertens ook deelnamen.
De Kat was er bijzonder productief. Er was nog enige invloed van Wouters te merken, maar zijn werken worden nu zeer expressief. Paul Fierens sprak van "een colorist die zich bevrijdt". De invloed van de beeldhouwer bleef duidelijk zichtbaar, niet alleen door het model in de ruimte te plaatsen, maar ook de kleurentoetsen die lijken op de afdrukken van het boetseren van de klei. Zijn felle fauvistische kleurvakken verwijderde hem van het intimisme van de vooroorlogse jaren.

### 1918-1968
Na de oorlog zette De Kat zijn succesrijke artistieke carrière verder, die pas nu naar een hoogtepunt ging.
Hij werd lid van de "Cercle des XV", gesticht in 1918 door Paul Colin, directeur van de Galerie Georges Giroux, waar we de meeste van zijn strijdmakkers uit de Section Artistique en de Brabantse fauvisten terugvinden. Het valt op dat sommige stadsgezichten van De Kat geïnspireerd lijken op werken van Charles Dehoy.
In 1920 verkreeg hij de Belgische nationaliteit (grote naturalisatie).
Hij exposeerde regelmatig in de meest befaamde galerieën in Brussel en andere Belgische steden (Galerie Giroux, Galerie Manteau, Le Centaure enz.). Hij nam deel aan alle driejaarlijkse salons en aan grote groepstentoonstellingen.
Opmerkelijk waren twee zeezichten die hij in 1920 schilderde: Dijk in de regen en Hoogtij. Het doek Hoogtij werd geëxposeerd in galerie Georges Giroux en galerie Centaure. Het werd gekocht door de grote mecenas van het Brabantse fauvisme, de brouwer Van Haelen.
In 1922 werd hij verkozen tot corresponderend lid van de Royal Society of Fine Arts en exposeerde hij sinds die datum regelmatig op de Salons d'Automne en Salon des Indépendants in Parijs.
In 1923 reisde hij met Tytgat naar Oostenrijk en kwam er onder de invloed van Pieter Brueghel en Lukas Cranach. Hij greep terug naar de contouren en verdiepte zich in de vormgeving, waardoor zijn stijl meer classicistische elementen ging vertonen.
Hij nam deel aan internationale tentoonstellingen georganiseerd door de Belgische Staat, zoals in 1946 in het Rijksmuseum te Amsterdam, de Unesco in Parijs en een expositie in Elisabethville.
Hij stelde regelmatig tentoon in Giroux, in het Palais des Beaux Arts, Galerie Apollo en Breughel.
De Kat wist op bijna karikaturale wijze het onderwerp vast te leggen. Zijn liefde voor Van Gogh én voor het Brabantse landschap, vooral voor de streek van Beersel en Drogenbos, is merkbaar. De Kat maakte prachtige schilderijtjes van Brusselse pleinen en straten. Hij was ook een uitstekend portretschilder.
Hij was een elegante, een beetje dandyachtige Nederlander die het Brusselse leven duidelijk wist te waarderen. Meerdere van zijn werken werden aangekocht door de Belgische Staat, waaronder de Jonge vrouw met de sluier en De man met de zwarte hoed.
In 1936 werd zijn werk Sport d'Hiver ingezonden voor de kunstwedstrijd "schilderkunst" van de Olympische Zomerspelen, maar hij won geen medaille.
In 1939 was hij laureaat van de Nationale Prijs voor Schone Kunsten met een besneeuwd landschap (Museum van Elsene). In 1946 won hij de Auguste Oleffe-prijs en in 1947 de Portretprijs, uitgereikt door de Academie voor Wetenschappen en Letteren, voor het portret van Pierre Paulus, later aangekocht door het Museum van Charleroi.
In de periode 1945-1950 vestigde hij zich met zijn gezin in de regio Parijs, waar hij tot 1968 verbleef.
In juli 1968 overleed hij in zijn villa in de buitenwijken van La Frette-sur-Seine, in de Val-d'Oise, een bekende plaats voor kunstenaars.
Een paar weken voor zijn dood was de aankondiging van zijn benoeming tot Commandeur in de Kroonorde een bekroning van zijn carrière als kunstenaar.